# Daniela Evers

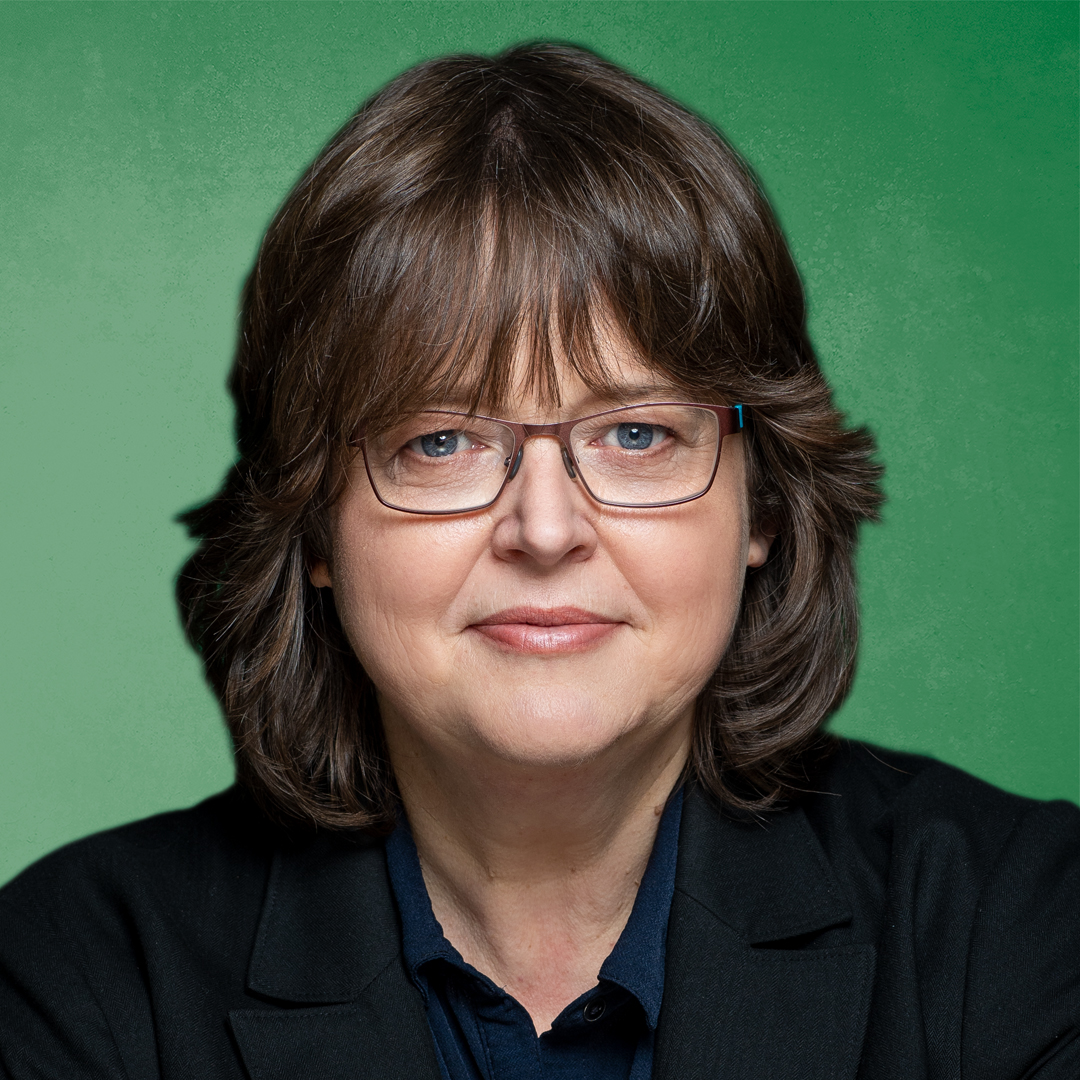
Daniela Evers (2020)

Daniela Evers (* 24. April 1971 in Freiburg im Breisgau) ist eine deutsche Politikerin (Bündnis 90/Die Grünen) und Rechtsanwältin. Seit 2021 ist sie Abgeordnete im Landtag von Baden-Württemberg.

## Leben
Nach ihrem Abitur am Rotteck-Gymnasium Freiburg studierte Evers in Passau und Freiburg Rechtswissenschaften. Nach dem Referendariat, u. a. im Stadtplanungsamt Freiburg, lebt sie seit 1996 im Hochschwarzwald und arbeitet seit 2000 als Rechtsanwältin in Titisee-Neustadt mit dem Schwerpunkt Asyl- und Ausländerrecht.
Daniela Evers ist verheiratet und Mutter zweier Kinder.

## Politik
Als Schlüsselerlebnis für ihr politisches Engagement bezeichnet sie die Nuklearkatastrophe von Tschernobyl. Zusammen mit dem Engagement gegen die regionalen AKW in Fessenheim, Beznau und Leibstadt habe sie dies für umweltpolitische Themen sensibilisiert. Von 2009 bis April 2021 war sie Gemeinderätin und Fraktionssprecherin (2014–2021) in Titisee-Neustadt, seit 2011 Kreisvorsitzende der Grünen im Breisgau-Hochschwarzwald.
Von 2006 bis 2014 arbeitete sie als Persönliche Mitarbeiterin für MdL Reinhold Pix. Ab dem Jahr 2017 arbeitete sie ebenfalls als persönliche Mitarbeiterin für MdL Bärbl Mielich, die gleichzeitig auch Staatssekretärin im Ministerium für Soziales und Integration Baden-Württemberg war.
Bei der Landtagswahl in Baden-Württemberg 2021 gewann sie mit 40,2 Prozent das Erstmandat im Wahlkreis Freiburg I. Mit dieser Wahl gab sie sowohl ihr Amt als Gemeinderätin als auch ihre Tätigkeit als persönliche Mitarbeiterin auf. Sie ist Vorsitzende des Arbeitskreises Justiz und Migration der Fraktion Bündnis 90/Die Grünen. Außerdem ist sie Mitglied im Ständigen Ausschuss, im Finanzausschuss, im Wahlprüfungsausschuss sowie im Parlamentarischen Kontrollgremium. Im Juni 2022 wurde sie vom Landtag zur Vorsitzenden des Untersuchungsausschusses "IdP & Beförderungspraxis" gewählt.